# T&E.927
T&E.927 je računalni virus otkriven 3. travnja 2001. Nastanjava rezidentnu memoriju te zaražava datoteke s nastavkom .exe. Veličina zaraženih datoteka poveća se za 927 bajtova.